# Sirt
Sirt este un oraș din Libia, situat la jumătatea distanței dintre Tripoli și Benghazi, pe coasta de sud a golfului Sidra.

## Date generale
Este locul de reședință și de naștere a liderului libian, Muammar al-Gaddafi.